# Montenegro i Eurovision Song Contest 2013
Montenegro deltog i Eurovision Song Contest 2013 i Malmö i Sverige, de representerades av musikgruppen Who See samt sångerskan Nina Žižić med låten "Igranka".

## Internt val
Den 22 november 2012 bekräftade RTCG sitt deltagande i tävlingen år 2013. Den 18 december samma år meddelade RTCG att man mest troligtvis skulle välja sin artist och sitt bidrag internt. Bara två dagar senare, den 20 december, meddelade RTCG att man internt hade valt ut duon Who See till att representera landet.
Den 17 januari 2013 var RTCG först någonsin med att sända ESC:s semifinalslottning live på TV. Om beslutet sa Sabrija Vulic från RTCG att man har ett stort intresse för den kommande upplagan av ESC. Samma dag meddelade TV-bolaget att man skulle presentera sitt bidrag under ett TV-program i mars. Låten "Igranka" som framfördes tillsammans med sångerskan Nina Žižić presenterades den 14 mars.

## Vide Eurovision
Montenegro framförde deras bidrag i den andra halvan av den första semifinalen den 14 maj 2013 i Malmö Arena.